# Vila Moinho Velho (Sacomã)

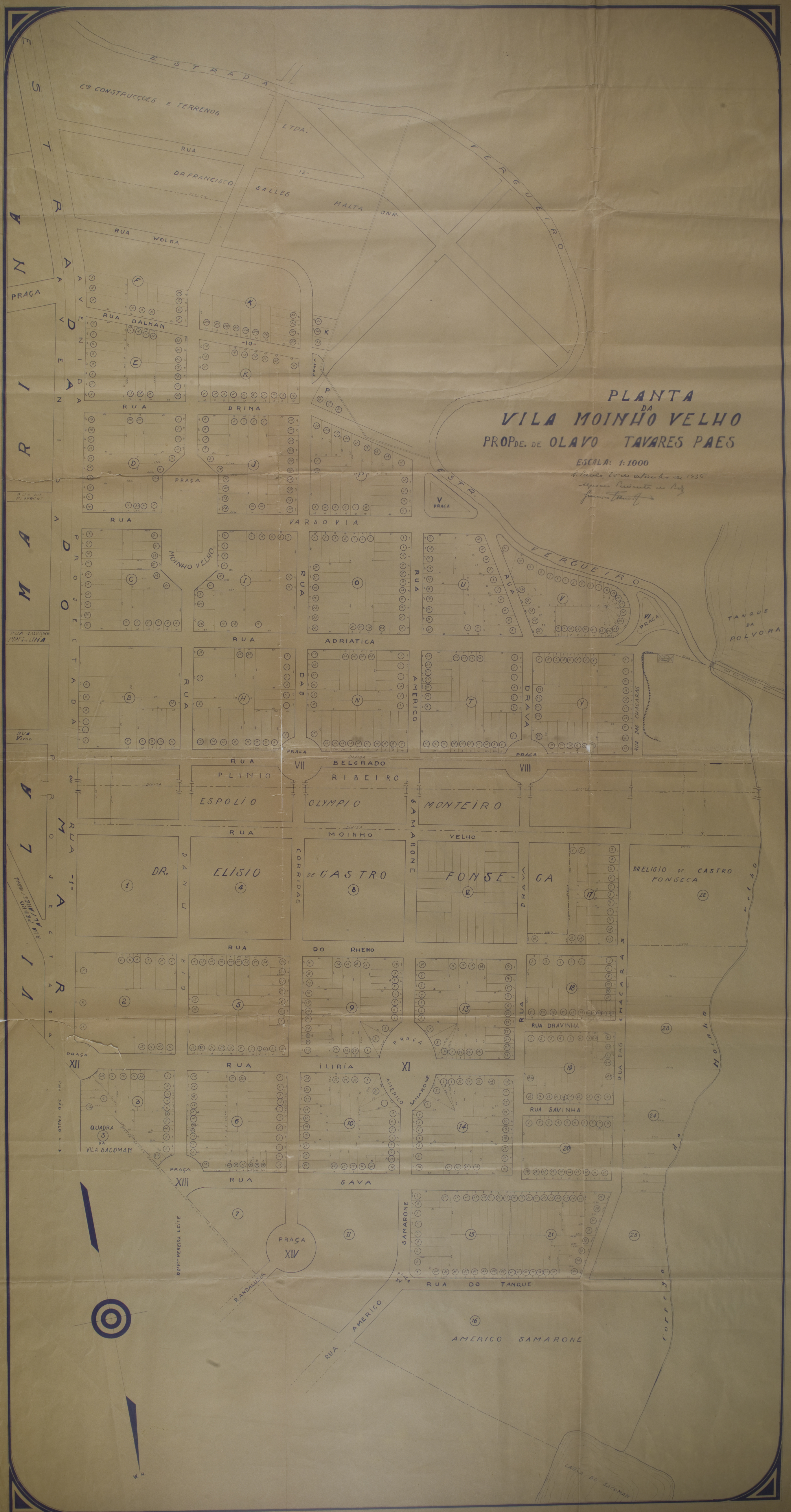
Planta da Vila Moinho Velho (1936).

Vila Moinho Velho é um bairro da cidade de São Paulo, no distrito do Sacomã, surgido de um loteamento. Seu nome designa a existência de um antigo moinho de água.
Tem por vias limítrofes a Rua Vergueiro, a Avenida Presidente Tancredo Neves, Complexo Viário Escola de Engenharia Mackenzie, e a Rodovia Anchieta (SP-150).

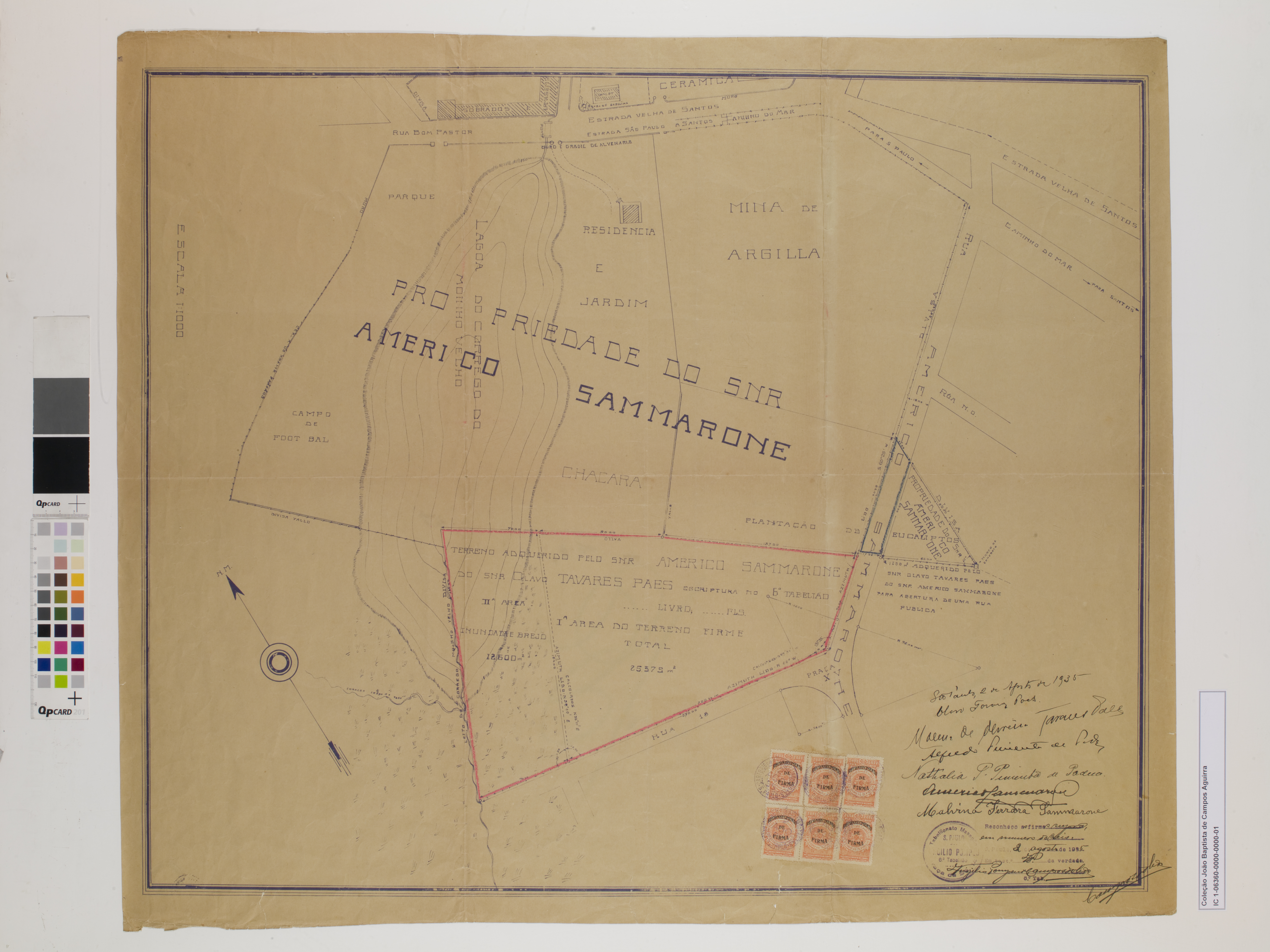
Vila Moinho Velho antes das ruas serem traçadas

Suas vias principais são : Rua Coronel Francisco Inácio, Rua Regino Aragão, Rua Américo Samarone, Rua Elba, Rua Fausto e a Pça Frederico Ozanan onde está localizada a igreja de São Vicente de Paulo.

## História
Após os irmãos Saccoman ( Antoine, Henry e Ernest ) chegarem da França ao Brasil por volta de 1890 fundaram uma fábrica de cerâmica chamada Saccoman Fréres próxima ao caminho do mar na paragem intitulada Moinho Velho.